# Shoegazing Kids
Albums de Stuck in the Sound
Nevermind the Living Dead
(2006) Pursuit
(2012)
Shoegazing Kids est le deuxième album du groupe de rock français Stuck in the Sound, publié le 26 janvier 2009 par Discograph.

## Liste des chansons
Toutes les chansons sont écrites et composées par Stuck in the Sound.
| No  | Titre            | Durée |
| --- | ---------------- | ----- |
| 1.  | Zapruder         | 3:43  |
| 2.  | Ouais            | 4:59  |
| 3.  | Utah             | 3:22  |
| 4.  | Shoot Shoot      | 3:44  |
| 5.  | Teen Tale        | 5:25  |
| 6.  | Playback A.L.    | 4:18  |
| 7.  | Beautiful Losers | 3:00  |
| 8.  | What?!           | 1:45  |
| 9.  | Dirty Waterfalls | 2:39  |
| 10. | Erase            | 3:48  |
| 11. | Gore Machine     | 3:32  |
| 12. | I Love You Dark  | 5:01  |